# Doratulina verticus
Doratulina verticus är en insektsart som beskrevs av Singh-pruthi 1930. Doratulina verticus ingår i släktet Doratulina och familjen dvärgstritar. Inga underarter finns listade i Catalogue of Life.